# BOOM festival ’73
BOOM POP FEST '73 je kompilacijski album raznih izvođača koji je uživo snimljen 20. i 21. aprila 1973. godine u dvorani Tivoli, Ljubljana, na BOOM festivalu. Na ovom festivalu su nastupili .

## Popis pesama i izvođača
1. "Kosovski božuri" - YU grupa (5:22)
2. "Ako odem" - Buco i Srđan (2:51)
3. "Moj smeh je umrl" - Ave (3:20)
4. "Gvendolina" - Srce (7:06)
5. "Mala noćna glasba" - Jutro (5:06)
6. "Klik tema broj 1" - Zdenka Kovačiček i Nirvana (8:27)
7. "Eto tako" - Rock Express (5:09)
8. "Pop pjevač" - Grupa 220 (10:13)
9. "Pjesme s planine" - Drago Mlinarec (7:39)
10. "Kaži mi ciganko šta u mome dlanu piše" - Tajm (9:07)
11. "Ako poželiš" - Dah (3:31)
12. "Hej, zar ne čuješ ti" - Grupa 777